# Metacyclops campestris
Metacyclops campestris é uma espécie de crustáceo da família Cyclopidae.
É endémica do Brasil.